# Tjeckiska och slovakiska federativa republiken
Tjeckiska och slovakiska federativa republiken  (tjeckiska/slovakiska: Česká a Slovenská Federativní/Federatívna Republika, ČSFR) var det officiella namnet på Tjeckoslovakien mellan april 1990 och 1 januari 1993, då Tjeckoslovakien delades upp i Tjeckien och Slovakien.

## Namnet
Sedan 1960 hade det officiella namnet på Tjeckoslovakien varit Tjeckoslovakiska socialistiska republiken (Československá socialistická republika, ČSSR). I spåren av Sammetsrevolutionen, meddelade  president Vaclav Havel att namnet "Socialistiska" skulle plockas bort från landets officiella namn.
Att återgå till som det var före 1960, och kalla landet för Československá republika (tjeckoslovakiska republiken) verkade först självklart, men slovakiska politiker menade att det traditionella namnet äventyrade Slovakiens likställda status för mycket. Den första kompromissen var konstitutionell lag 81/1990, som erkände state som Československá federativní republika (Tjeckoslovakiska federala republiken) på tjeckiska och antogs den 29 mars 1990 och även trädde i kraft samma dag efter ett avtal som gick ut på att landet på slovakiska skulle heta Česko-slovenská federatívna republika. Detta kritiserades, vilket kallades "bindestreckskriget" (pomlčková válka / vojna) då slovakerna ville ha bindestrk i namnet, som i "Tjecko-Slovakien", vilket avslogs av tjeckerna som förde tankarna till andra tjeckoslovakiska republiken och dess öde efter Münchenöverenskommelsen 1938 samt fascism. Kompromissen efter förhandlingarna blev Tjeckiska och slovakiska federativa republiken (konstitutionell lag 101/1990, antagen 20 april 1990 och i kraft sedan deklarationen tre dagare senare; och likställde till skillnad från det tidigare förslaget de tjeckiskspråkiga och slovakiskspråkiga versionerna).
Namnet bryter motreglerna inom ortografi på tjeckiska och slovakiska, där kapitalisering inte används för egennamn från andra ordet och vidare, eller adjektiv som härrör från dem. Den korrekta formen torde då vara "Česká a slovenská federat... republika" men "Česká a Slovenská f. r." antogs för att visa sambandet mellan delrepublikerna, båda med namnet "federala".
Få personer var nöjda med namnet, men ändå kom det snabbt att användas. Spänningar mellan tjecker och slovaker gjorde snart namnfrågan till en liten fråga, och den behölls fram till Tjeckoslovakiens upplösning.